# Victoria International 2007
Die Victoria International 2007 im Badminton fanden vom 12. bis zum 15. Juli 2007 statt.

## Sieger und Platzierte
| Disziplin    | Gold                          | Silber                           | Bronze                           |
| ------------ | ----------------------------- | -------------------------------- | -------------------------------- |
| Herreneinzel | Sho Sasaki                    | Yousuke Nakanishi                | Raju Rai                         |
| Herreneinzel | Sho Sasaki                    | Yousuke Nakanishi                | Erwin Kehlhoffner                |
| Dameneinzel  | Larisa Griga                  | Ragna Ingólfsdóttir              | Kristína Ludíková                |
| Dameneinzel  | Larisa Griga                  | Ragna Ingólfsdóttir              | Rachel Hindley                   |
| Herrendoppel | Kenichi Hayakawa Kenta Kazuno | Chad Whitehead Mark Prior        | Erwin Kehlhoffner Brice Leverdez |
| Herrendoppel | Kenichi Hayakawa Kenta Kazuno | Chad Whitehead Mark Prior        | José Antonio Crespo Craig Cooper |
| Damendoppel  | Lim Pek Siah Haw Chiou Hwee   | Renee Flavell Donna Haliday      | Line Isberg Belinda Hill         |
| Damendoppel  | Lim Pek Siah Haw Chiou Hwee   | Renee Flavell Donna Haliday      | Tania Luiz Eugenia Tanaka        |
| Mixed        | Craig Cooper Renee Flavell    | Murray Hocking Kate Wilson-Smith | Carlos Longo Laura Molina        |
| Mixed        | Craig Cooper Renee Flavell    | Murray Hocking Kate Wilson-Smith | Hung Pham Van Pham               |